# 高沂
高沂（1914年12月—2022年4月19日），原名高秉晋，男，汉族，山东沂水人，中华人民共和国政治人物，曾任教育部副部长、党组副书记，第六、七届全国政协委员。

## 生平
1938年2月加入中国共产党，更名高沂。1945至1950年，先后在中共辽宁省委和东北人民政府任职，兼林枫秘书。1957年10月起在清华大学工作，先后任党委副书记、校长助理、副校长。1965年夏，调任高教部副部长。“文革”时被“打倒”。1969年9月，下放到安徽省凤阳县大石岗教育部“五七干校”劳动。1973年5月调赴北京师范大学，先后任校领导小组副组长、党委副书记、代理党委书记。1977年秋至1985年秋，任教育部副部长、党组副书记。1985年秋起，任教育部顾问。